# Floris Verster
Pour les articles homonymes, voir Verster.
Floris Hendrik Verster, né le 9 juin 1861 à Leyde et mort le 21 janvier 1927 dans la même ville, est un peintre néerlandais.

## Biographie
Floris Verster naît le 9 juin 1861 à Leyde. Il est issu d'une famille d'artistes. Son père, Abraham Florentius Verster van Wulverhorst, est un administrateur du Musée national d'histoire naturelle de Leyde et un érudit et peintre d'oiseaux renommé. Son jeune frère Cees devient critique d'art et plus tard conservateur du Stedelijk Museum De Lakenhal à Leiden. Hendrik prend des leçons de dessin de Gerardus Johannes Bos et, pendant l'hiver 1878-1879, de George Hendrik Breitner lorsqu'il travaille brièvement  comme conférencier à Leiden. Entre 1880 et 1884, Floris Verster poursuit sa formation à l'Académie royale des Beaux-Arts de La Haye où il compte parmi ses condisciples George Hendrik Breitner, Isaac Israëls et Willem de Zwart. Après avoir obtenu son diplôme, il suit brièvement des cours à l'Amédée Bourson[Quoi ?] à Bruxelles.
De 1882 à 1892, il partage un atelier à Leyde avec son futur beau-frère, le peintre de natures mortes Menso Kamerlingh Onnes (il épouse Jenny Kamerlingh Onnes en 1892). Jusqu'en 1885 environ, il travaille dans le style de l'École de La Haye. Les sept années suivantes, il expérimente la peinture de natures mortes sous l'influence de son beau-frère et des peintres français Antoine Vollon et Théodule Ribot. En tant que coloriste, il excelle, sa vision passionnée des couleurs différant du style actuel de l'école de La Haye.
À Bruxelles, il rencontre Jan Toorop et d'autres membres du groupe d'artistes d'avant-garde Les Vingt. En partie sous leur influence, Floris Verster commence à travailler avec des coups de pinceau rugueux et des couleurs intenses. Il remporte le succès avec ses grandes et exubérantes œuvres de natures mortes et de paysages floraux. En 1891, il participe au salon des XX à Bruxelles.
Entre 1892 et 1900, son travail subit une métamorphose puisqu'il est presque entièrement consacré à des dessins au crayon aux sujets sereins. À partir de 1900, il commence à peindre et s'impose comme un artiste célèbre aux Pays-Bas. Les principales collections de ses œuvres se trouvent au musée Kröller-Müller Museum et au Stedelijk Museum De Lakenhal à Leiden.

Floris Verster meurt à Leiden d'un accident en 1927.

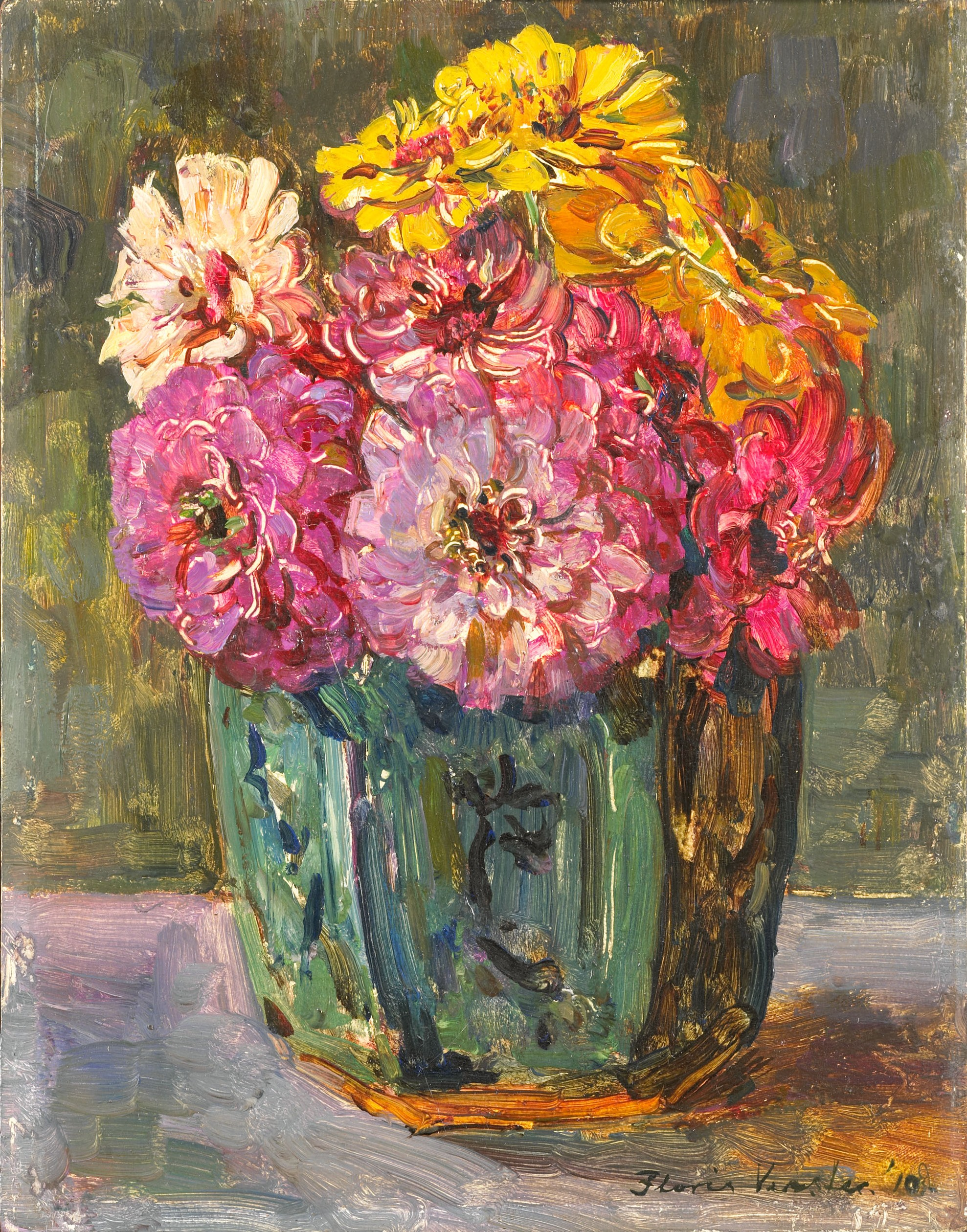
Nature morte aux zinnia dans un pot de gingembre (1910)
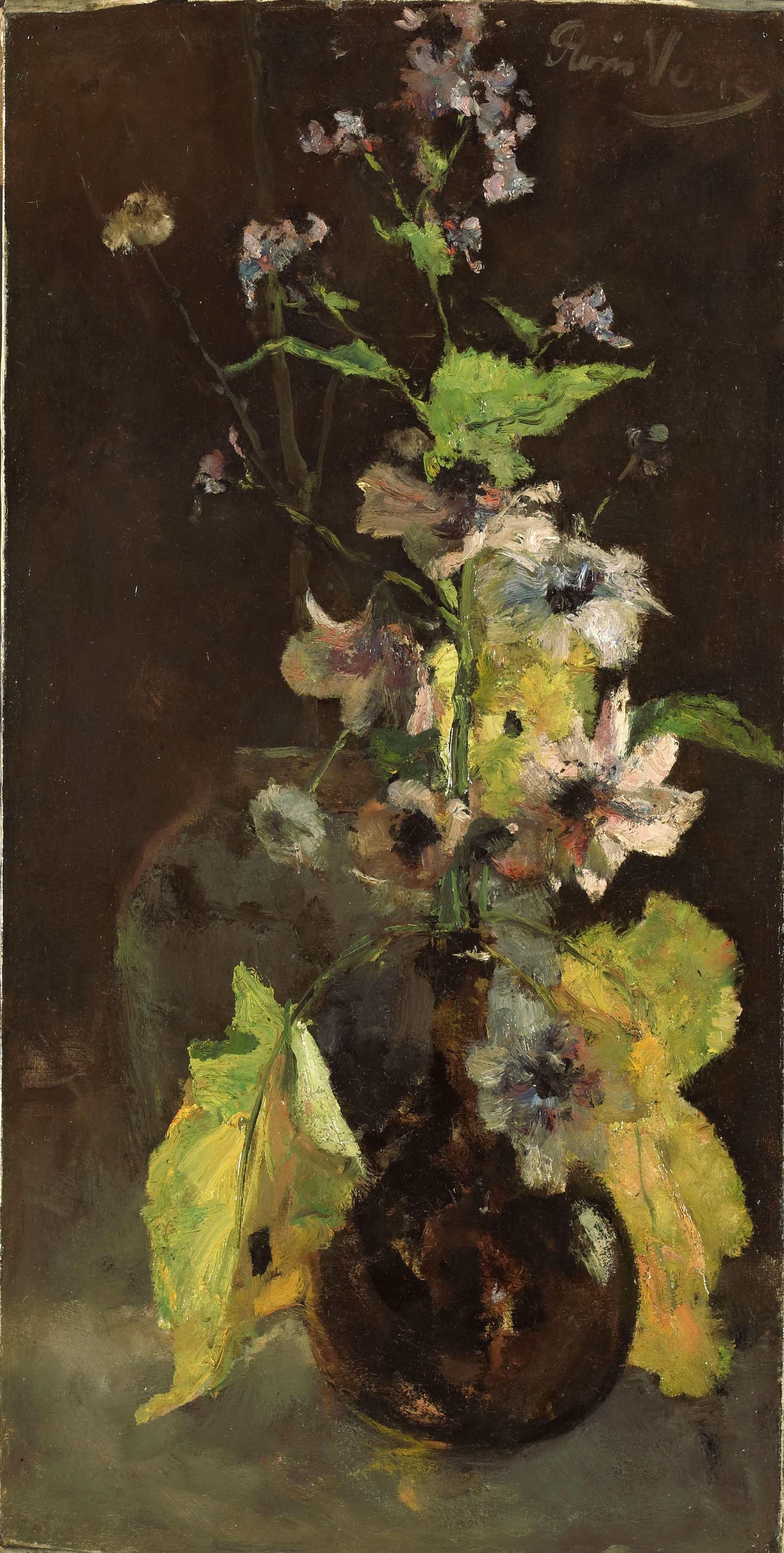
Anémones
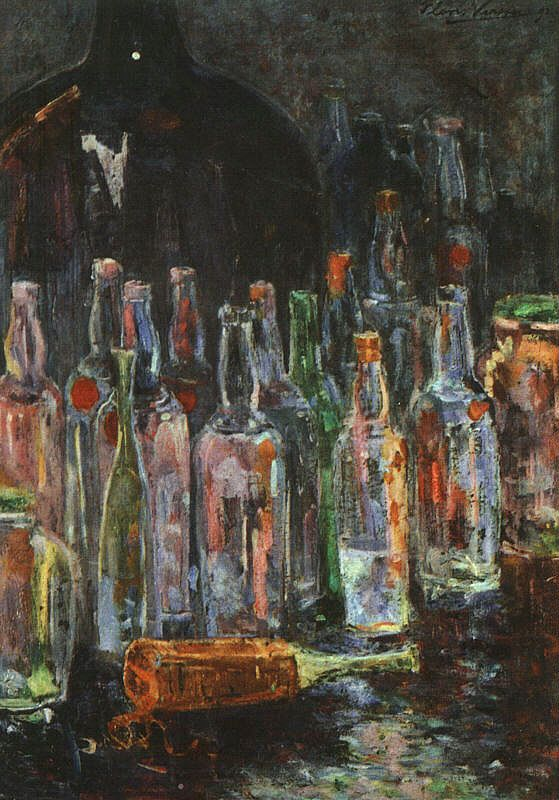
Nature morte avec des bouteilles
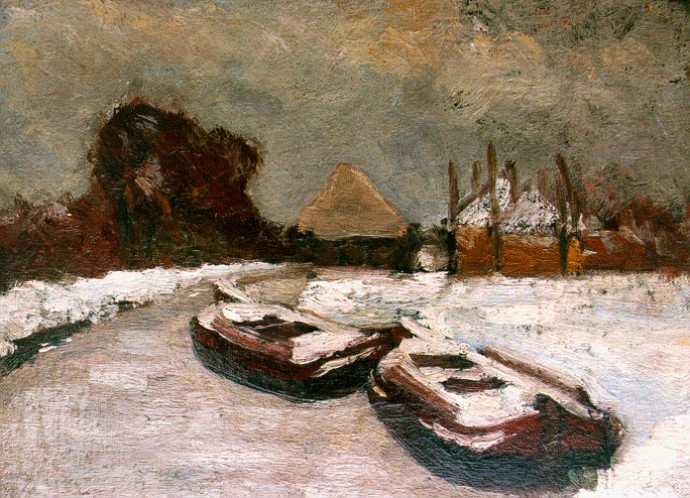
Scène d'hiver